# مارشالس
مارشالس (انگلیسی: Marshalls plc) شرکت مصالح ساختمانی بریتانیایی است، که در سال ۱۸۹۰ تأسیس شد.